# Municipio de Mixco
Municipio de Mixco är en kommun i Guatemala.   Den ligger i departementet Guatemala, i den centrala delen av landet, 9 km väster om huvudstaden Guatemala City.